# Pobjeda ljubavi
Pobjeda ljubavi (šp. Triunfo del Amor) meksička je telenovela. Glavne uloge tumače Maite Perroni, William Levy, Victoria Ruffo i Osvaldo Ríos. Prikazivana je u Meksiku i Sjedinjenim Američkim Državama.

## Sinopsis
Victoria Sandoval je najuspješnija meksička modna dizajnerica. Upravo je njena karijera bila razlog gubitka njene malene kćeri. Usprkos želji da ju pronađe, Victoria se usudi učini to.
Igrom sudbine, María Desamparada, u želji da se zaposli kod Osvalda, Victorijinog muža, dolazi upravo k njoj tražiti posao. Victoria odluči pružiti joj priliku te ju zaposli kao modela, ne znajući da je upravo María kći za kojom toliko čezne. Misleći da je muž vara s mladom djevojkom, odluči se osvetiti Maríji ponižavajući i maltretirajući je. Antonietu, koja je bila s njome otkako je izgubila kćer, zasmeta Victorijino ponašanje prema djevojci. Ni sama Victoria ne može objasniti svoje osjećaje prema Maríji. S jedne je strane želi zagrliti, a s druge predbacivati misleći da je ljubavnica njezina supruga.
Maximiliano upoznaje Maríju u modnoj kući. Krije od nje tko je zapravo. Među njima je rođena privlačnost koja će poslije prerasti u veliku ljubav, što navede Maríju da mu se preda. Nedugo zatim otkrije da je trudna. Odluči to reći Maximilianu, no on se plarnira oženiti Jimenom. María mu prešućuje svoju trudnoću.
Nakon nekog vremena, brak Maximiliana i Ximene pretvara se u pakao. Maximiliano tada saznaje da je dijete koje čeka María njegovo, a ne Alonsovo, fotografa koji se zaljubio u Maríu i prihvatio njeno dijete kao svoje. Jimena saznaje da nikada neće moći imati djece.
Victoria se nekoliko godinama kasnije susreće s Juanom Pablom te mu priznaje da je rodila kćer za koju je njegova majka Bernarda uvijek znala. On je sada svećenik, prigovara Bernardi zbog njezine šutnje o njegovoj kćeri i odluči da neće odustati dok je ne pronađe.
Patnja majke i kćeri pretvorit će se u priču punu ljubavi i nesporazuma u kojoj prevladavaju prepreke i koja će završiti poljupcem i tri lijepe riječi...

## Likovi
María Desamparada Iturbide Sandoval
Mlada djevojka iznimne ljepote, zadivljujuće osobnosti, plemenitosti i nježnosti. Odmalena je živjela u sirotištu u uvjerenju da su je roditelji napustili. Odrastala je odbojnošću prema njima, osobito prema majci. Nakon sirotišta doseljava se u stan s Nathy i Lindom, djevojkama različitih karaktera koje su također mnogo patile i koje će uvijek povezivati iskreno prijateljstvo.
Maximiliano Max Sandoval
Pametan, hrabar, odgovoran i kreativan sin Victorije i Osvalda. Ima izvrstan ukus za odijevanje kojeg je naslijedio od oca. Radi u upravnom poduzeću svoje majke. Ostaje očaran Maríjinom ljepotom, te joj se predstavlja pod imenom Fabian. Otkriva da je ona drugačija od svih djevojaka koje je upoznao.
Victoria Sandoval
Victoria je jedna od najpoznatijih meksičkih modnih dizajnerica, a njezina je modna kuća jedna od najuglednijih na svijetu. Iznimno je talentirana. Prešla je dugačak put kako bi dospjela do onoga što sada posjeduje. U mladosti je doživjela veliku nepravdu i upravo ju je to potaknulo da radikalno promjeni svoj život. Zaposlila se kao krojačica u tvornici odjeće. Ondje je otkrila da posjeduje izniman talent i nedugo zatim ostvarila velike usjehe.
 Juan Pablo Iturbide Montejo
Svećenik je koji voli svoj poziv, te smatra korisnim zaštiti i pomoći onima kojima je to potrebno kako bi pronašli bolji život. Svu svoju energiju usmjerava prema onima kojima je to protrebno: posjećuje starije, pomaže djeci koja su maltretirana te je posvećen promicanju sportskih i drugih rekreacijskih aktivnosti. Ima jasnu misiju približavanja ljudskogih bića prema Bogu,  ne dopustiti im da pada u kušnje zla. U mladosti je sumnjao u svoj poziv. To ga je navelo da učini pogrešku s poniznom i nevinom djevojkom, Victorijom.
Bernarda de Iturbide
Zrela žena s izvanrednom elegatnošću koja izaziva poštovanje pa čak i strah jer je jako stroga. Iza maske pobožne i besprijekorne krije se nemilosrdna i okrutna žena. Živi u uvjerenju da čini dobro, no ustvari je utjelovljenje zla. Naizgled se doima ranjivom, no ustvari posjeduje izvanrednu snagu i inteligenciju. Manipulira ljudima i ucijenjuje ih.
Antonieta Orozco
Zrela i elegantna žena. Victorijina je vjerna i dobra prijateljica. Pomagala joj je sve dok se nije dogodila nesreća, koju je prouzrokovala Bernarda, i gdje je izgubila Maríju Desamparadu. Učinit će sve kako bi vidjela Victoriju sretnu. Jedina je osoba koja zna sve njene tajne i pogreške. Zaljubljena je u Claudija, direktora modne kuće Victoria, no nikada mu to nije priznala jer zna da je zaljubljen u njezinu prijateljicu.
Osvaldo Sandoval
Glumac, zaljubljen u Victoriju s kojom ima kćer Fernandu. Prije vjenačanja s njom, postao je udovac. Imao je sina iz prvog braka, Maksimilijana, kojeg je Victorija prihvatila kao svojeg. Uspješan je i ljubazan čovjek, posvećen obitelji. Victoria misli da joj je vjeran i da ju nikada nebi mogao prevariti, no stvarnost je drugačija jer Osvaldo skriva veliku tajnu ga muči. Umoran od Victorijinog zanemarivanja upoznaje Lindu, Maríjinu prijateljicu s kojom vara suprugu. 
Ximena de Alba de Sandoval
Djevojka zadivljujuće ljepote. Ona je najvažniji model modne kuće Victoria. Ima nestabilan odnos s Maximilijanom jer se za njega udala iz interesa jer zna da je nasljednik velikog bogatstva. Ljubomorna je, a od drugih krije da ima mentalnih problema. Kada izgubi dijete i saznaje da više neće moći postati majka, ukrade kćer Maríji.
Linda Sortini
Rođena je u gradu Monterrey, gdje je živjela vrlo kratko jer su joj se roditelji rastali. S majkom se preselila u Mexico City koja se ubrzo ponovno udala. Linda nije imala dobar odnos s očuhom. Posjeduje izrazitu ljepotu koju koristi kako bi zavela bogatog čovjeka koji će joj pružiti sve ono što je oduvijek željela: novac, slavu i moć.

## Uloge
- Maite Perroni || María Desamparada Iturbide Sandoval
- William Levy || Maximiliano (Max) Sandoval
- Victoria Ruffo || Victoria Sandoval
- Diego Olivera || Juan Pablo Iturbide Montejo
- Daniela Romo || Bernarda de Iturbide †
- Erika Buenfil || Antonieta Orozco
- Osvaldo Ríos || Osvaldo Sandoval
- Dominika Paleta || Ximena de Alba de Sandoval †
- Livia Brito || Fernanda (Fer) Sandoval
- Susana Diazayas || Nathy
- Dorismar || Linda Sortini†
- Cuauhtémoc Blanco || Juan José '(Juanjo)' Martinez Robles
- Carmen Salinas || Doña Milagros Nieves
- Maricruz Nájera || Tomasa Hernandez †
- Miguel Pizarro || Pipino Pichoni
- Marco Méndez || Fabián Duarte
- Guillermo García Cantú || Guillermo Quintana †
- Ricardo Kleinbaum || Ricardo Kleinbaum
- Alicia Rodríguez || Sor Clementina †
- Mauricio Muela || Federico Padilla †
- Radamés de Jesús || Domingo
- Thelma Dorantes || Sor Rocío
- Manuel 'Flaco' Ibáñez || (Don Napo) Don Napoleón Bravo
- Andrea García || Ofelia García †
- Salvador Pineda || Rodolfo Padilla †
- Eduardo Santamarina || Octavio Iturbide †
- Archie Lafranco || Pedro
- Helena Rojo || Helena Rojo

| Glumac | Like |
| ------ | ---- |

- Mark Tacher || Alonso del Angel †

## Druge verzije
- Originalna verzija ove telenovele je venezuelanska telenovela Cristal (1985. – 1986.) u produkciji RCTV-a, a glavne uloge imali su Lupita Ferrer, Jeannette Rodríguez i Carlos Mata.
- Još je jedna verzija telenovela El privilegio de amar (1998.) u produkciji Carle Estrade, a glavne uloge imali su Adela Noriega, René Strickler, Helena Rojo i Andrés Garcia.
- 2006. u Brazilu se prikazivala novija verzija telenovele Cristal u režiji Jacquesa Herval Lagoa, a glavne uloge su imali Bianca Castanho, Dado Dolabella, Bete Coelho i Giuseppe Oristanio.